# توپ طلای ۱۹۸۴

دیگو آرماندو مارادونا برندهٔ توپ طلا ۱۹۸۴

توپ طلای ۱۹۸۴ (فرانسوی: 1984 Ballon d'Or‎) ۲۹مین رویداد سالیانهٔ توپ طلا بود که از سوی مجلهٔ فرانس فوتبال به بهترین بازیکن فوتبال در سال ۱۹۸۴ اعطا گردید که در این سال، دیگو مارادونا برندهٔ توپ طلا شد.